# ペリックス
ペリックス・コンピューター有限会社（ドイツ語表記：Perixx Computer GmbH）は、ドイツ・デュッセルドルフに拠点を置くコンピュータ周辺機器メーカー。ファブレス企業。Perixxは同社の商標登録ブランド。株式会社ペリックスジャパンは同社の日本法人。
キーボードやマウスなどコンピューター入力機器をメインに販売しており、世界で初めて交換用トラックボールの販売を開始し、同分野で大きなマーケットシェアを誇る。

## 沿革
- 2006年 - ドイツ・デュッセルドルフで9月にPC周辺機器のメーカーとして設立。
- 2007年 - トラックボールマウスの販売を開始。
- 2011年 -  Eコマースに参入。
- 2012年 - ゲーミング用プロダクトの販売開始。
- 2013年 - ヨーロッパ製交換用トラックボールの販売を開始。
- 2014年 - エルゴノミクス（人間工学）デザインのキーボード・マウスを販売開始。
- 2015年 - アマゾンを通じて日本進出。
- 2019年 - 日本法人の株式会社PEIRXX JAPANを設立。
- 2020年 - Yahooショッピングモールで販売開始。
- 2021年 - 楽天市場で販売開始。

## 由来
名前の 「 Peri 」は周辺機器「 peripheral 」を、「 xx 」は最先端のテクノロジーを意味しており、一般ユーザー向け製品のみでなく、企業向け、及びプロフェッ ショナルユーザー向けの製品も販売している。

## 支社
ペリックスは、ドイツ本社以外に、アメリカ（シリコンバレー）、台湾（台北）、中国（深圳）そして、日本（住所は東京中央区）に支社を持っている。
日本法人のPerixxJapanはドイツから業務を行っており、カスタマーサポートなどは日本人スタッフが本社から対応している。

## 販売地域
ヨーロッパ圏（ドイツ、フランス、イギリス、スペイン、イタリア）を中心として、北米（アメリカ、カナダ）や日本、シンガポールで販売している。
業務用の販売も行っており、ドイツでは、BMW、HP_Inc.、シーメンスなどの企業にオフィス用キーボードなどを卸している。

## 製品
エルゴノミクス・キーボードのシリーズPERIBOARD-512やPERIBOARD-612など人間工学に戻づいたデザインの製品をメインに販売している。USBの次世代規格であるType-C接続のデバイスを多く販売しているほか、PS/2コネクタのキーボードなどニッチな商品も販売している。マウスも、垂直型のエルゴノミクスやPS/2接続のマウスなど販売している。

### キーボード

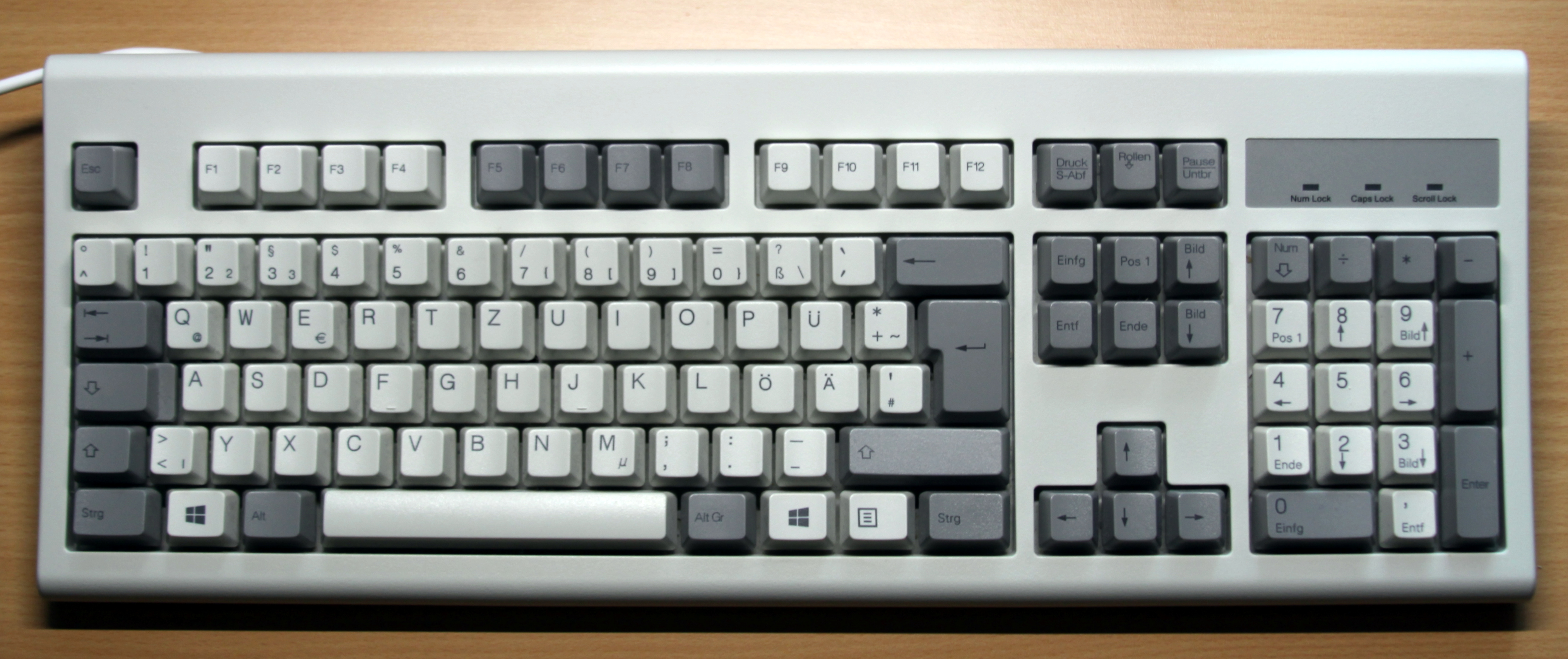
PERIBOARD-106M

PERIBOARD-522は、大きなトラックボールを内蔵したキーボードでクリーンルームなどでグローブをつけた状態でも使用できるように設計されている。
癖のない標準タイプのキーボードのPERIBOARD-106はホワイト、ブラックを販売していたが、近年ベージュも販売を開始した。
英語配列のキーボードを多く販売している。

### マウス
PERMICE-520などのトラックボールを販売しているほか、PERIMICE-513など垂直型のエルゴノミクスマウスを主力製品としている。PERIMICEのMICEはMouseの複数系でぺリマイスと読む。

### ゲーミング
現在は、ラインナップが少ないが以前はゲーミング用デバイスも多数販売していた。

### 配列言語
US英語配列を中心にドイツ語、フランス語、UK英語配列、スペイン語、イタリア語、日本語配列などを扱っている。
オンデマンドでの販売。トルコ語やアラビア語（フランス）、BEPO配列、スウェーデン語のキーボードも扱っている。
| AR | アラビア語             | لوحة مفاتيح عربية                     |
| BE | ベルギー配列           | Belgien Layout / Disposition Belgique |
| BP | BÉPO配列               | BÉPO Keyboard                         |
| BR | ブラジル配列           | Clavier portugais brésilien           |
| CF | フランス語（ケベック） | Français Canadien Keyboard            |
| CH | スイス配列             | Swiss Layout Keyboard                 |
| CM | コールマック配列       | Colemak Keybaord Keyboard             |
| CZ | チェコ語               | česká klávesnice                      |
| DE | ドイツ語               | Deutsche Tastatur                     |
| DV | ドヴォラック配列       | Dvorak Keyboard                       |
| ES | スペイン語             | Teclado Español                       |
| FA | アラビア語（フランス） | لوحة مفاتيح عربية فرنسية              |
| FR | フランス語             | Clavier Français                      |
| HE | ヘブライ語             | מקלדת                                 |
| IT | イタリア語             | Tastiera Italiana                     |
| KR | 韓国語配列             | 한국어키보드                          |
| ND | 北欧語                 | Nordic Keyboard                       |
| PT | ポルトガル語           | Teclado Português                     |
| RU | ロシア語               | Русская раскладка клавиатуры          |
| SE | スウェーデン語         | Sverige tangentbord                   |
| TR | トルコ語               | türkçe klavye                         |
| TW | 台湾配列               | 台灣鍵盤                              |
| UA | ウクライナ語           | Українська клавіатура                 |
| UK | 英国配列               | UK Layout Keyboard                    |